# Adolfo Suárez Morán
Adolfo Suárez Morán (Gijón, Asturias, España, 28 de diciembre de 1908-ib., 15 de febrero de 1968) fue un futbolista español que jugaba como delantero. Desarrolló toda su carrera deportiva en el Real Sporting de Gijón, a excepción de su participación en la Copa del Rey de 1928 con el Athletic Club de Madrid.

## Trayectoria
Adolfo inició su trayectoria en un equipo local de Gijón, el Olimpia, hasta que se incorporó al Real Sporting de Gijón en 1926. Al finalizar aquella temporada, se comprometió con el Athletic Club de Madrid junto con otros dos compañeros —Tronchín y Pena— para disputar los partidos de la Copa del Rey. A los tres se los conocía como los jugadores taxi, puesto que residían en Gijón y sólo se desplazaban en taxi a los partidos de Copa del Athletic, mientras disputaban la Liga con el Sporting —la inacabada Liga Maximalista, ya que la actual Liga española no comenzó hasta el año 1929. El Athletic ganó solamente uno de los diez partidos de Copa disputados, precisamente el último, el 8 de abril de 1928, contra la R. S. Gimnástica de Torrelavega por 3-2.
En el Sporting jugó hasta 1935, siempre en Segunda División, y llegó a disputar cien partidos en los que anotó cincuenta y siete goles.

## Selección nacional
Jugó un partido con la selección española. Fue precisamente en su ciudad natal, en Gijón, en el amistoso que enfrentó al combinado español con Italia el 22 de abril de 1928 y que finalizó con empate a uno.